# Dipodascopsis
Dipodascopsis är ett släkte av svampar. Dipodascopsis ingår i familjen Lipomycetaceae, ordningen Saccharomycetales, klassen Saccharomycetes, divisionen sporsäcksvampar och riket svampar.
|               | Myxozyma                                                                           |
|               |                                                                                    |
|               | Lipomyces                                                                          |
|               |                                                                                    |
| Dipodascopsis | \| \| Dipodascopsis tothii \| \| \| \| \| \| Dipodascopsis uninucleata \| \| \| \| |
|               | \| \| Dipodascopsis tothii \| \| \| \| \| \| Dipodascopsis uninucleata \| \| \| \| |
|               | Babjevia                                                                           |
|               |                                                                                    |
|               | Kawasakia                                                                          |
|               |                                                                                    |
|               | Dipodascopsis tothii                                                               |
|               |                                                                                    |
|               | Dipodascopsis uninucleata                                                          |
|               |                                                                                    |

|  | Dipodascopsis tothii      |
|  |                           |
|  | Dipodascopsis uninucleata |
|  |                           |